# Calosoma prominens
Calosoma prominens är en skalbaggsart som beskrevs av Leconte 1853. Calosoma prominens ingår i släktet Calosoma och familjen jordlöpare. Inga underarter finns listade i Catalogue of Life.